# Hipster (21. Jahrhundert)
Hipster ist seit dem frühen 21. Jahrhundert ein Name für ein Milieu, dessen Angehörige ihrem Szenebewusstsein – in Abgrenzung zur Massenkultur – extravagant, nicht selten ironisch, Ausdruck verleihen. Meist sind es Jugendliche bis junge Erwachsene der urbanen Mittelschicht. Die Bezeichnung ist der gleichnamigen avantgardistischen Subkultur des mittleren 20. Jahrhunderts entlehnt.

## Verwendung

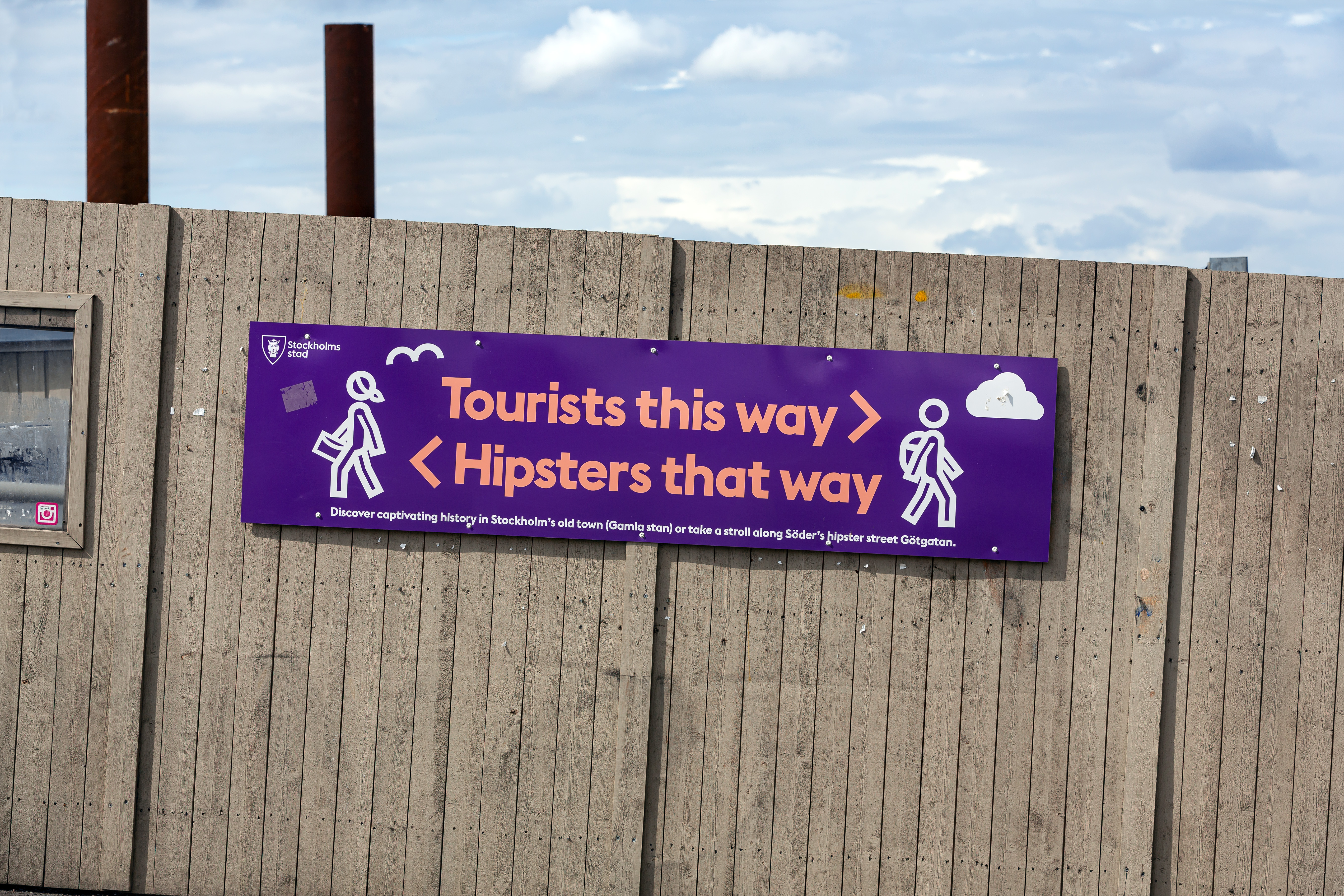
Die Begriffe „Hipster“ und „Touristen“ im ironischen Stadtmarketing Stockholms (2019)

Der Ausdruck wird in den Medien eher negativ und mit spöttischem Unterton gebraucht, indem er ein eher unpolitisches, oberflächliches soziales Milieu umschreibt, das offensiv versucht, ein intellektuelles, aufgeklärtes und zugleich modebewusstes Anderssein vom Mainstream zu kultivieren und in den Vordergrund zu stellen. Da Hipster jedoch selbst eine Subkultur, d. h. eine größere Ansammlung gleichgerichteter Menschen bilden, geht ihre angestrebte Individualität durch die weite Verbreitung dieser Gleichartigkeit wieder verloren.

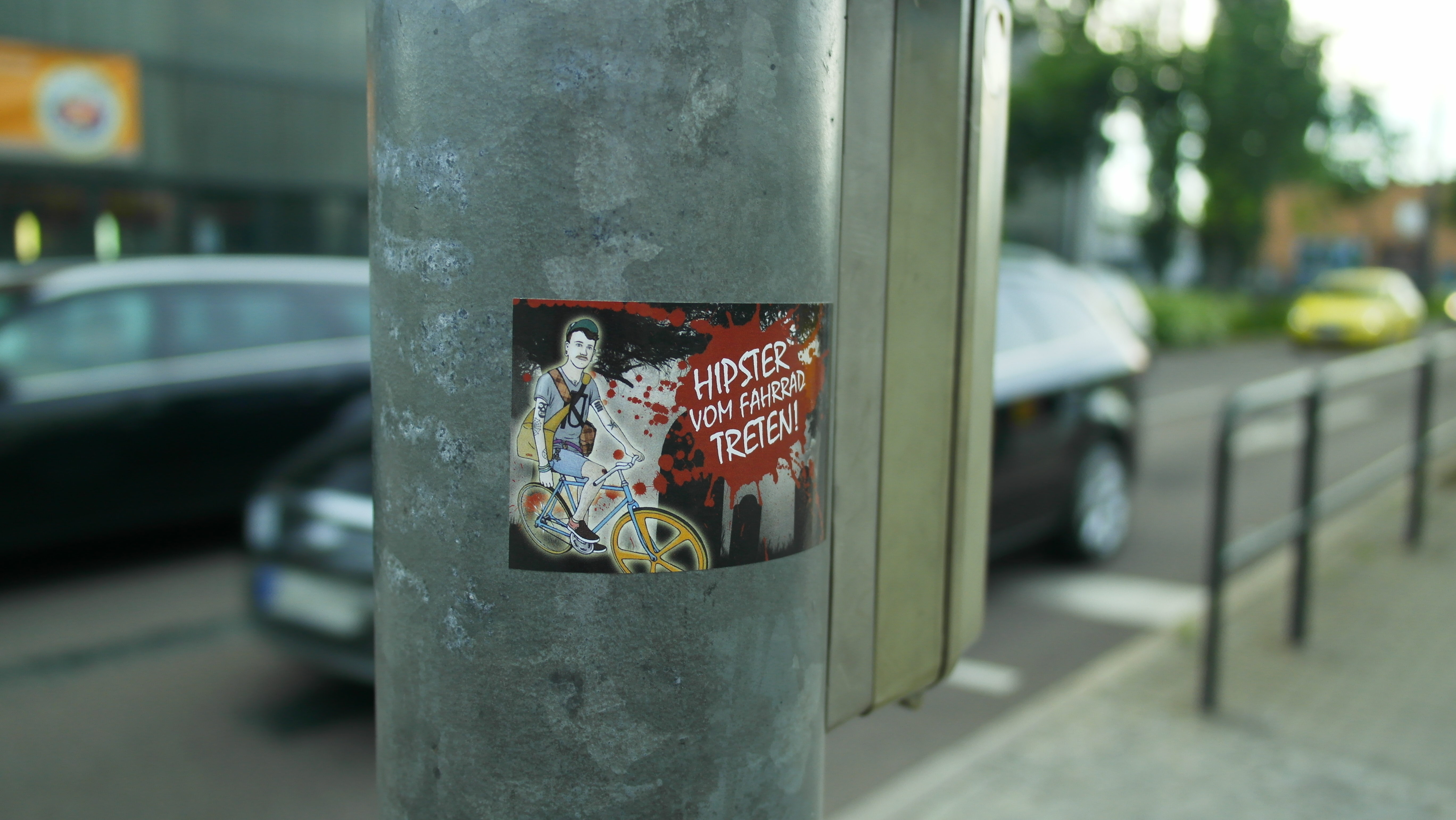
Aufkleber „Hipster vom Fahrrad treten!“ in Dresden (2014)

Die äußere Erscheinung des Hipsters resultiert demnach aus der Verbindung eher altmodischer Kleidung und ausgefallener Frisuren (beispielsweise Side- und Undercut), aber auch Vollbärte sind verbreitet, mit dem Kleidungsstil, der in der Subkultur des Hardcore Punks, insbesondere des Emotional Hardcore (Emo), vorherrscht: Holzfäller- und Flanellhemden, Hornbrillen (häufig in Übergröße), Schlauchschals, enge Hosen wie Röhrenjeans, Vans- oder Converse-Schuhe, Tätowierungen und Piercings, dazu oft ein Jute- oder Stoffbeutel und eine Strickmütze. Beliebt sind außerdem Szenegetränke wie etwa Club-Mate-Limonade, Muschelkopfhörer, Smartphones, Tablets oder Notebooks von Apple. Auch werden Hipster häufig mit Fahrrädern ohne Gangschaltung oder sogenannten Fixies in Verbindung gebracht. Ein häufiger Vorwurf an sogenannte Hipster ist das als wahllos angesehene Bedienen bei Subkulturen der 1940er-Jahre bis in die Gegenwart auf der Suche nach Authentizität in der Andersartigkeit.
Der Amerikaner James Carr und die Australierin Archana Kumar veröffentlichten ab 2010 den satirischen Webcomic Hipster Hitler, der Adolf Hitler als Hipster karikiert. Ausgewählte Comics erschienen als Buch auf Englisch und Deutsch.

## Relevanz
Die durch Äußerlichkeiten definierte Gruppierung der Hipster bildet eine optische Schnittmenge mit Angehörigen orientierter Alternativbewegungen. Ihre diversen kulturellen Interessen liegen typischerweise im Bereich moderner Kunst, Fotografie und Gestaltung, elektronischer bis alternativer Rockmusik, Independentfilm und alternativer Literatur. Kreativität und eine zumeist progressive politische Einstellung sind die dabei vertretenen zentralen Werte dieser Gruppierung, deren Vertreter in der Regel die Einordnung in das Schema „Hipster“ als oberflächlichen kulturellen Mythos ablehnen.
In einem Artikel in der Zeit bezeichnete der Literaturkritiker Ijoma Mangold 2021 den woken Aktivisten als Nachfolger des Hipsters, dessen Popularität er auf die Jahre 2000 bis 2015 datiert. Er habe die Kategorie der Ästhetik durch die Kategorie der Moral ersetzt.

## „Nipster“ in der rechten Szene
Kurzzeitig wurden um 2014 äußerlich ähnlich auftretende Gruppierungen in politisch rechts orientierten Kreisen angetroffen. Diese Gruppen versuchten, durch ihr äußeres Erscheinungsbild sich von der häufig martialisch auftretenden rechten Szene zu distanzieren, um die Hemmschwellen gegenüber rechtsextremem Gedankengut bei Jugendlichen abzubauen. Für solche Personen, die den Hipster-Stil mit rechtsextremer Einstellung verbinden, wurde von den Medien der Begriff Nipster (aus Nazi und Hipster) verwendet.

## Historische Vorläufer
In den USA war Hipster schon während der 1940er und vor allem 1950er Jahren ein Begriff. Dabei handelte es sich um vorwiegend schwarze Bebop-Musiker und meist weiße Literaten, die später der Beat Generation zugeordnet wurden. Aus der Literaturszene sind Allen Ginsberg, Jack Kerouac und William S. Burroughs am bekanntesten. Sie lebten exzessiv und im ständigen Ausnahmezustand. Norman Mailer beschrieb diese Generation und ihr Lebensgefühl 1957 in dem Essay White Negro: Superficial Reflections on the Hipster.

### Wissenschaft und Sachbuch
- Thomas Frank: The Conquest of Cool. Business Culture, Counterculture, and the Rise of Hip Consumerism. University of Chicago Press, Chicago 1998, ISBN 978-0-226-26012-9.
- Mark Greif (Hrsg.): Hipster. Eine transatlantische Diskussion. Übersetzt von Niklas Hofmann und Tobias Moorstedt. Suhrkamp, Berlin 2012, ISBN 3-518-06173-9 (Originaltitel: What Was the Hipster?, mit zusätzlichen deutschsprachigen Beiträgen von Jens-Christian Rabe, Tobias Rapp und Thomas Meinecke).
- Bernhard Heinzlmaier, Philipp Ikrath: Generation Ego. Die Werte der Jugend im 21. Jahrhundert. Promedia, Wien 2013, ISBN 978-3-85371-361-7.
- Philipp Ikrath: Die Hipster. Trendsetter und Neo-Spießer. Promedia, Wien 2015, ISBN 978-3-85371-394-5.
- Jens-Christian Rabe: Der Hipster. Über eine tragische Rolle der Gegenwart, die niemand spielen will, obwohl sie überall herbeigeredet wird. In: Süddeutsche Zeitung Nr. 162, 17./18. Juli 2020, S. 13.
- Andreas Spengler, Tobias Waldmann: Die neuen Hipster – eine digitale Boheme? Identitätskonstruktion und mediale Inszenierung moderner Jugendkulturen. In: Alev Inan (Hrsg.): Jugendliche Lebenswelten in der Mediengesellschaft. Mediale Inszenierung von Jugend und Mediennutzung Jugendlicher. Klinkhardt, Bad Heilbrunn 2012, ISBN 978-3-7815-1867-4, S. 120–140.

### Hipster in der Literatur
- James Carr, Archana Kumar: Hipster Hitler, feralhouse, 2012, ISBN 978-1-936239-42-9.
  - deutsch: James Carr / Archana Kumar: Hipster Hitler, Dumont, 2013, ISBN 978-3-8321-6238-2.
- Katz & Goldt: Eine weitere Giftblüte des Hasses auf „Hipster“ und „Schwaben“, 2013, Online.